# 歐登堡的弗蕾德里克

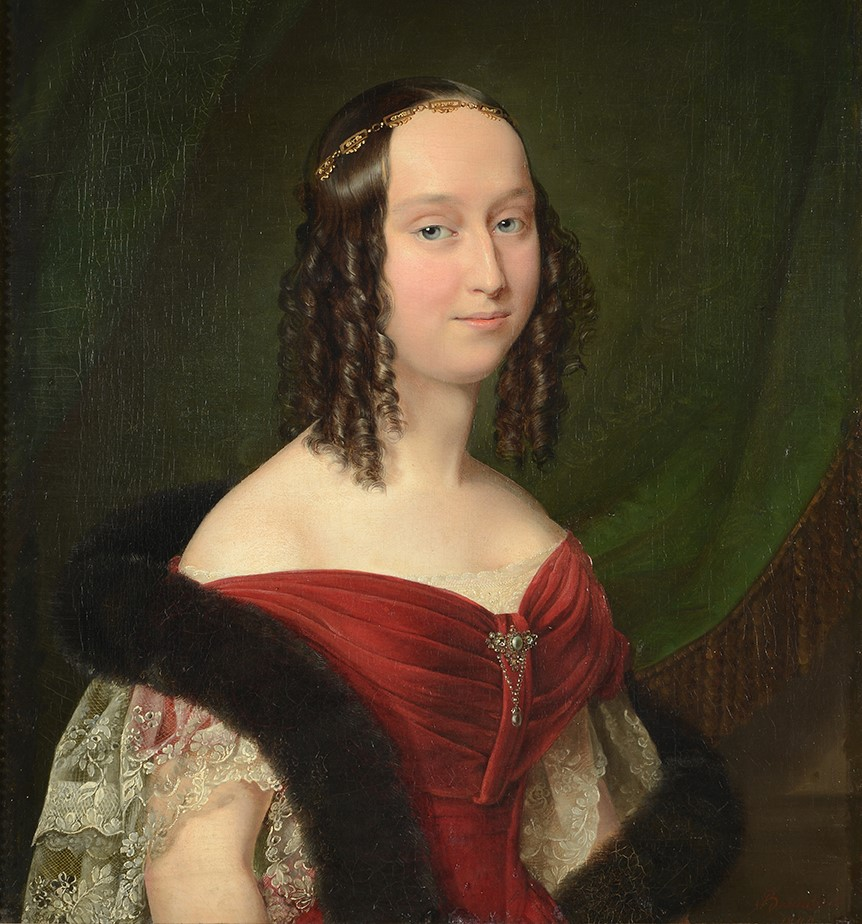

歐登堡的弗蕾德里克（德語：Friederike von Oldenburg，1820年6月8日—1891年3月20日），歐登堡大公奧古斯特的女兒，母親是安哈特-貝恩堡-紹姆堡-霍伊姆親王維克多二世的女兒阿德海德。
1855年，弗蕾德里克與馬克西米利安·埃曼努爾·華盛頓結婚，兩人共有兩個兒子：
1. 格奧爾格（德语：George von Washington）（1856年—1929年）
2. 斯特凡·路德維希（1858年—1899年）